# Eugeniakapellet
Eugeniakapellet, Eugeniakyrkan eller Sankta Eugenias kyrka var en kyrkobyggnad tillhörande Sankta Eugenia katolska församling, belägen på Norra Smedjegatan 24 på Norrmalm i Stockholm. Eugeniakapellet var den första kyrkan tillhörande romersk-katolska kyrkan som byggdes i landet efter reformationen.
Kyrkan invigdes i september 1837 och revs 1968 till följd av Norrmalmsregleringen och gav plats åt Gallerian. Efter att temporärt huserat i den tidigare Reginabiografens lokaler på Drottninggatan 71 A, flyttade församlingen 1982 in i en ny kyrkolokal, Sankta Eugenia katolska kyrka, på Kungsträdgårdsgatan 12.

## Historik

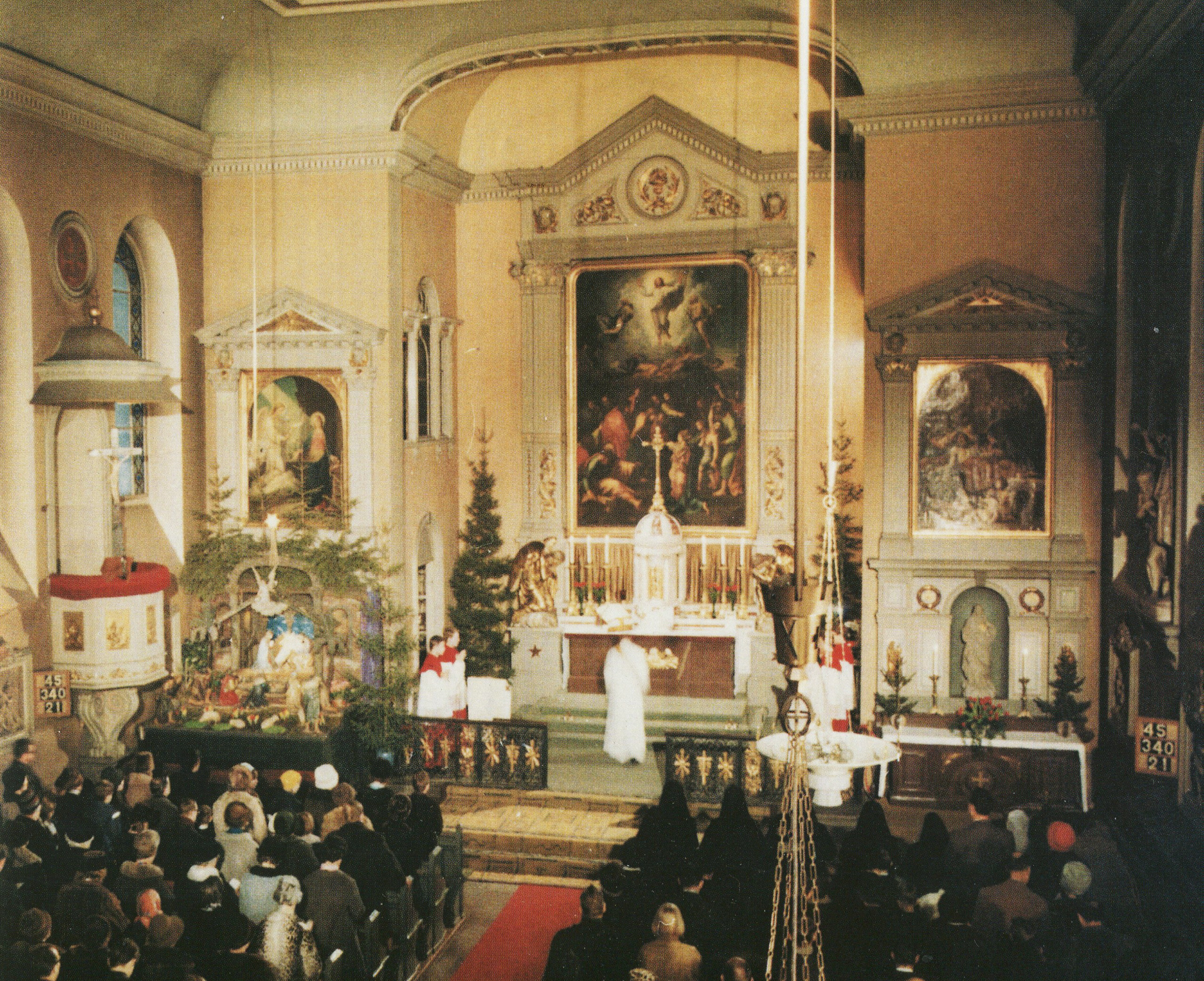
Interiör från mässan den 9 januari 1966.

Från och med 1781 års toleransedikt fick inflyttade kristna som bekände sig till annan kristen tro än den lutherska fritt utöva den. Tidigare hade dessa katoliker hänvisats till gudstjänst hållen hemma hos någon av dem, men nu uppläts en gudstjänstlokal i Södra stadshusets norra flygel. Där huserade man i 50 år. Under den apostoliske vikarien Jacob Laurentius Studachs ledning köpte katolikerna en tomt på Norra Smedjegatan för 25 000 riksdaler banko. Pengarna hade samlats in genom kollekt samt frivilliga bidrag av katoliker inom och utom landet. Fortsatta insamlingar för att kunna bygga en kyrka fick frikostiga bidrag av drottning Desideria och kronprinsessan Josefina. 
Den 16 september 1837 invigdes kyrkan i de kungligas närvaro. Eugenia-kapellet fick sitt namn efter den heliga Eugenia, vars namn även bars av såväl Desideria som Josefina. För ritningarna stod arkitekten Fredrik Blom.
1865 påbörjades en utbyggnad, och man lade grunden till ett 40 meter högt torn. Den 23 maj 1866, då tornet nästan var färdigt, rasade det varvid över 20 människor omkom. Byggmästaren överlevde raset trots att han lär ha stått högst uppe i tornet när olyckan skedde. Utredningen efter olyckan lyckades aldrig klarlägga orsaken till raset och kritiserades därför hårt av samtiden. Utbyggnaden färdigställdes utan torn.
Altartavlan målad 1854 av Sophie Adlersparre skänktes av drottning Josefina och motivet föreställde Kristi förklaring, en kopia av en målning av Rafael.
Kapellet revs 1968 som en följd av Norrmalmsregleringen och gav plats åt Gallerian. Efter att temporärt huserat i den tidigare Reginabiografens lokaler på Drottninggatan 71 A flyttade församlingen 1982 in i en ny kyrkolokal på Kungsträdgårdsgatan 12.

## Galleri

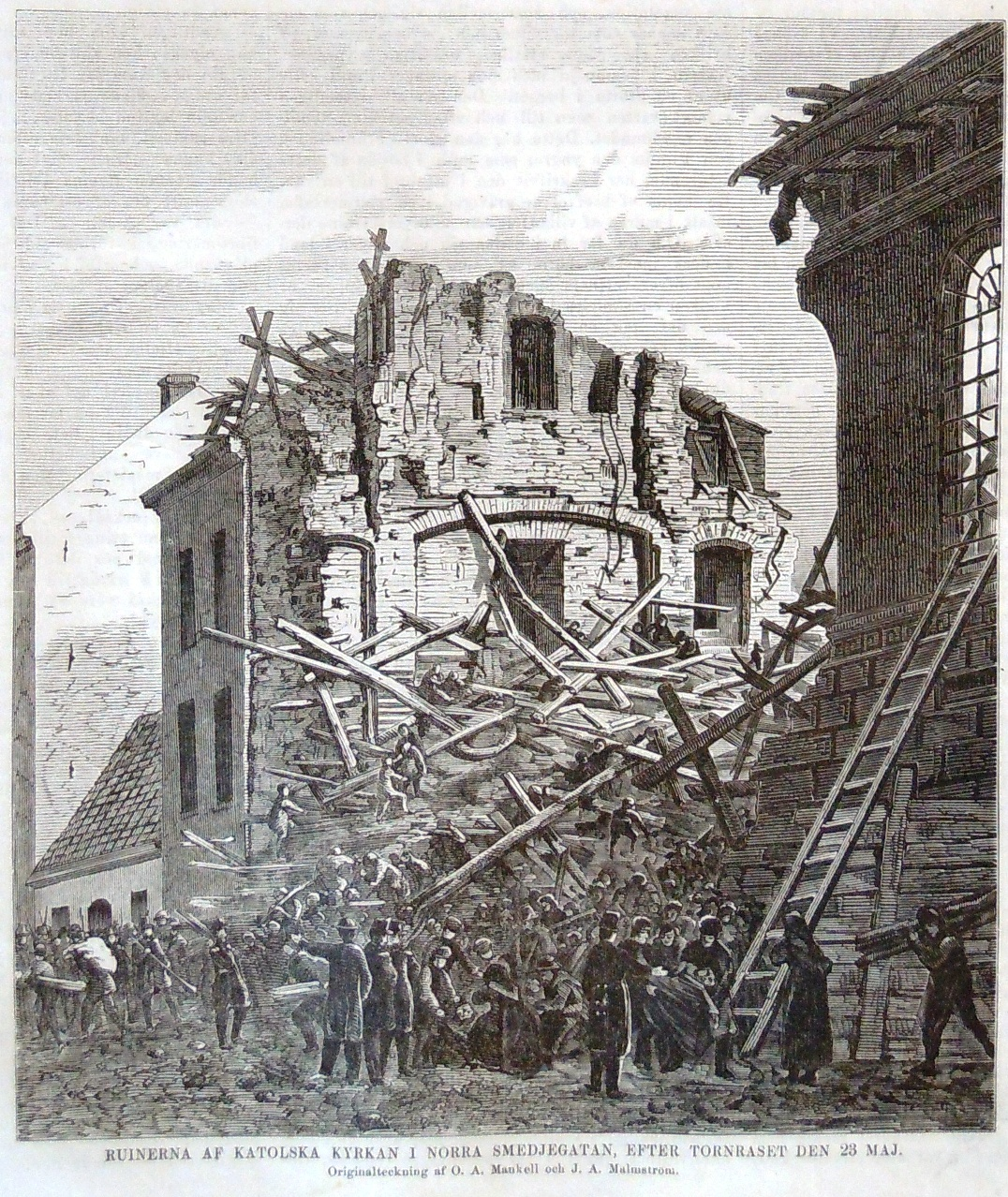
Tornet efter raset 1866. Teckning i Ny illustrerad tidning av OA Mankell och JA Malmström.
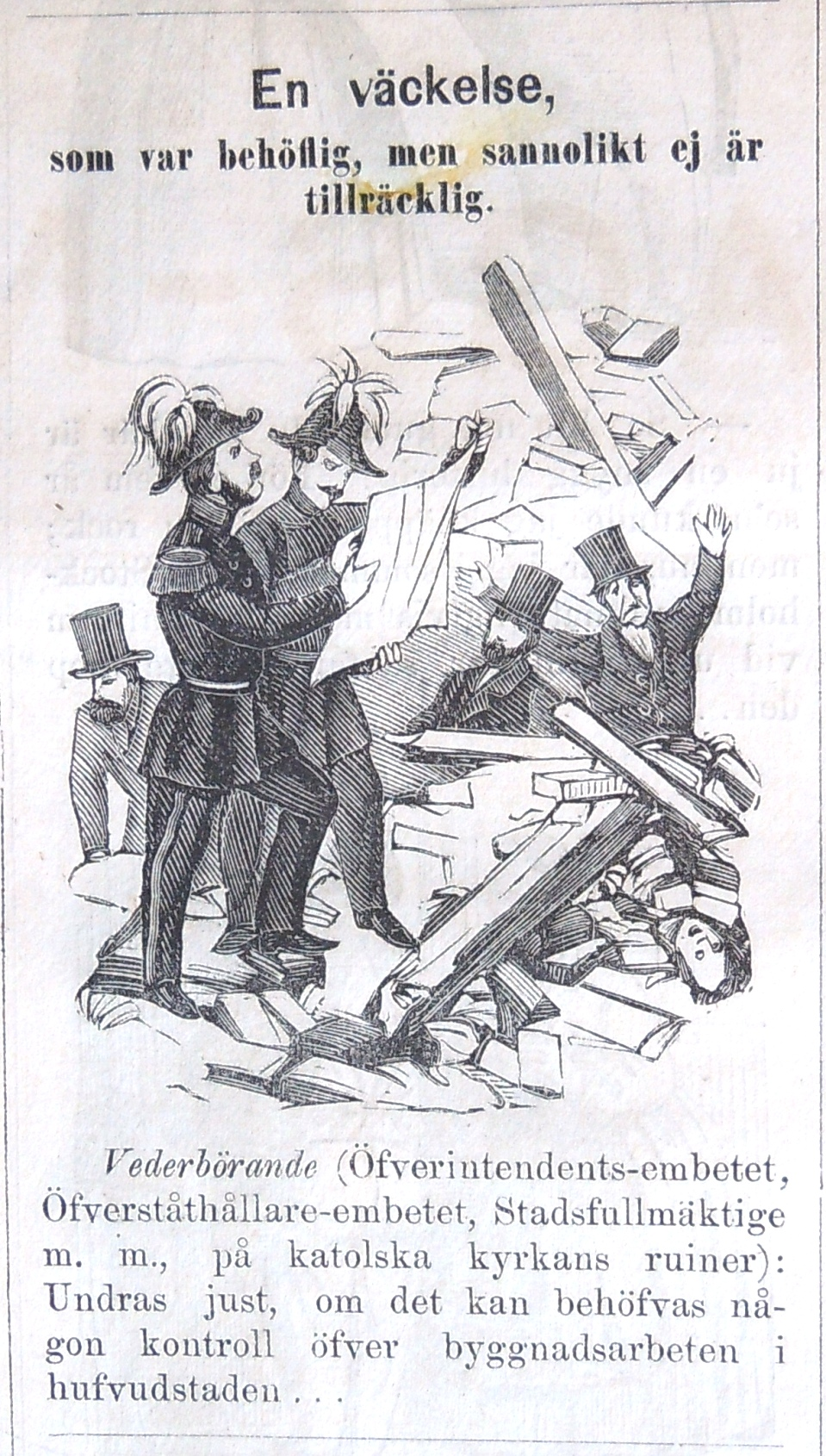
Skämtteckning i Söndags-Nisse angående kontroll av byggnadsarbeten.
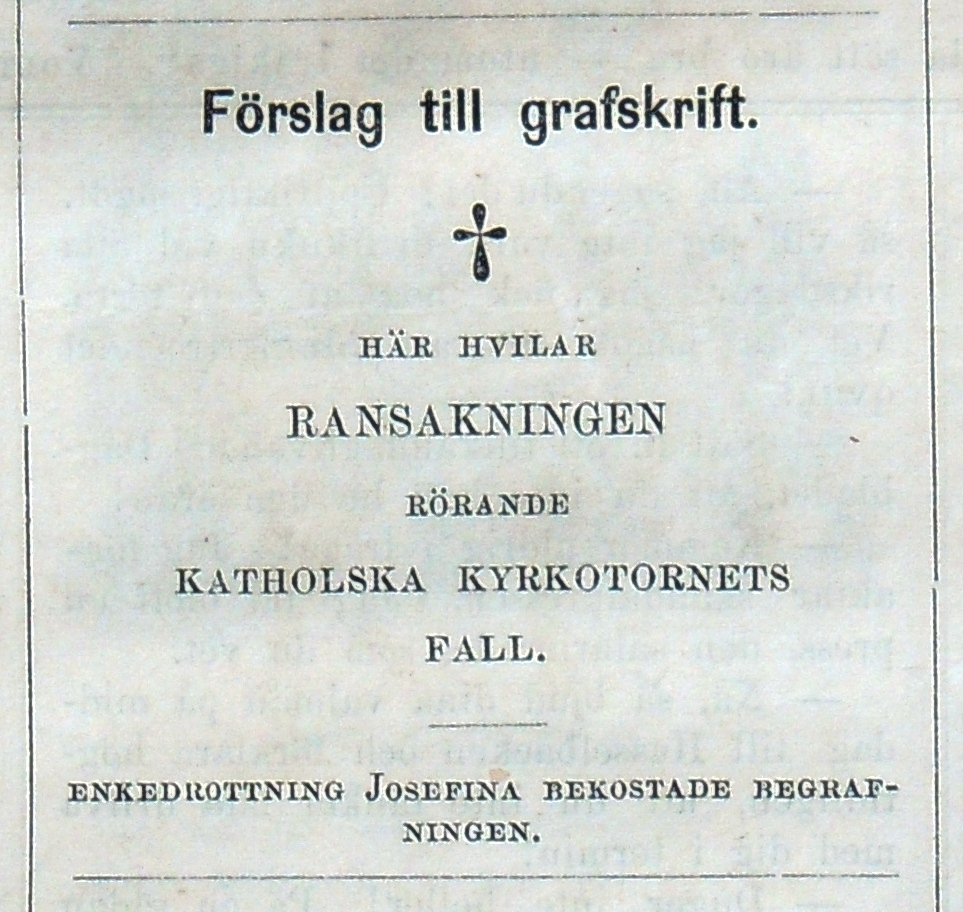
Söndagsnisses förslag till text på gravsten över den kommitté som utredde olyckshändelsen.
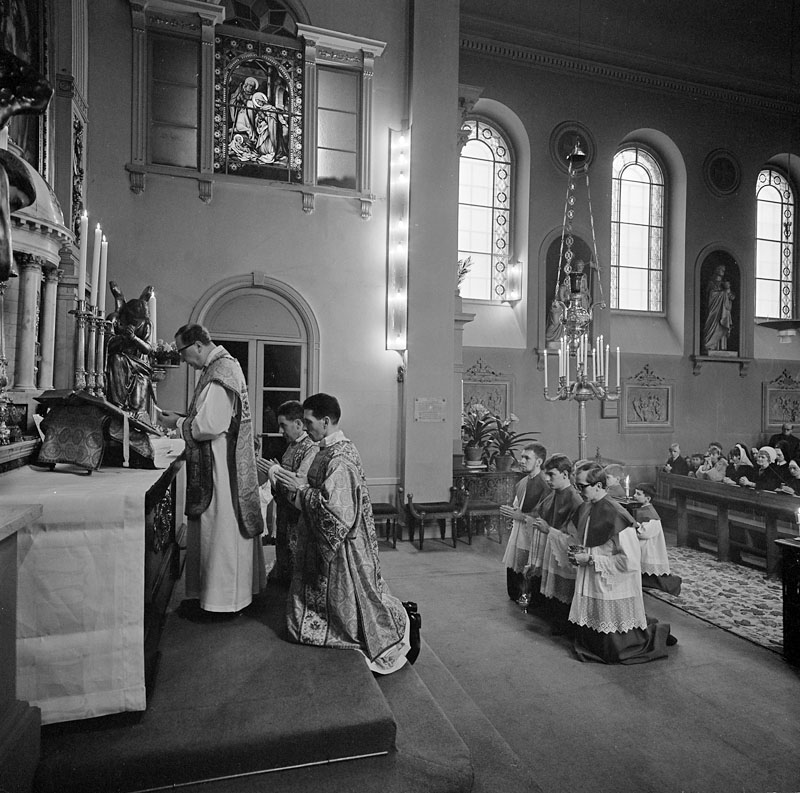
Gudstjänst i gamla Sankta Eugenia.